# オリヴァー・ページ
オリヴァー・ページ（Oliver Page）は、アメリカ合衆国の俳優、声優。別名はオリヴァー・カット（Oliver Kat）。代表作は『パワーレンジャー・ジオ』（クランクの声）

## 出演作品

### 映画
- 怒りの天使 メロディ Streets of Rage(1994) - ルーナー 役
- Out of the Darkness(1996) - 強盗1 役
- タイタニック  Titanic(1997) - バーンズ客室乗務員 役
- The Far Side of Jericho(2006) - ジョック 役

### テレビ映画
- The Egyptian Book of the Dead(2006) - バッジ 役

### 特撮
- マイティ・モーフィン・パワーレンジャー Mighty Morphin Power Rangers(1995)※ノンクレジット
  - 第114話 「A Friend in Need Part II」・ 第115話 「A Friend in Need Part III」 - プラグ・パトロールCの声
  - 第131話 「Changing of the Zords Part II」 - ファングスティンの声
- パワーレンジャー・ジオ Power Rangers Zeo(1996) - クランクの声
- ビッグ・バッド・ビートルボーグ Big Bad Beetleborgs(1997)
  - 第48話 「A Monster is Born」 - ロケット・マンの声※オリバー・カット名義
- パワーレンジャー・イン・スペース Power Rangers in Space(1998)
  - 「滅亡へのカウントダウン パート1/Countdown to Destruction Part I」 - クランクの声※ノンクレジット
- パワーレンジャー・タイムフォース Power Rangers Time Force(2001)
  - 第32話 「Beware the Knight」 - 白騎士の声

### 英語吹き替え
- 機動戦士ガンダム(1999) - ブライト・ノア
- 機動戦士ガンダムII 哀・戦士編(1999) - ブライト・ノア
- 機動戦士ガンダムIII めぐりあい宇宙編 - ブライト・ノア